# Petar Zlatinov

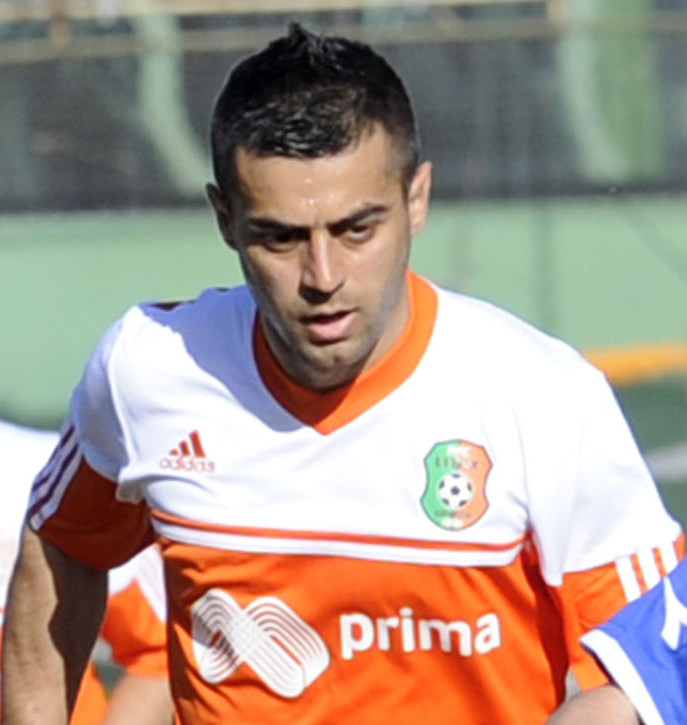

Petar Christov Zlatinov (Bulgaars: Петър Христов Златинов) (Blagoëvgrad, 13 maart 1981) is een Bulgaars voetballer die bij voorkeur als middenvelder speelt. Hij verruilde in januari 2015 Litex Lovetsj voor Tsjerno More Varna.

## Carrière
- 1997-1999: Pirin Blagoëvgrad (jeugd)
- 2000-2003: CSKA Sofia
  - 2001-2002: → Cherno More Varna
- 2003-2005: Dinamo Minsk
- 2005-2007: Liteks Lovetsj
- 2008-2013: FK Inter Bakoe
- 2013-2014: Liteks Lovetsj
- 2015-....: Tsjerno More Varna